# Birkir Blær
Birkir Blær (isländskt uttal: ['pɪr̥cɪr plaiːr]), folkbokförd som Birkir Blær Óðinsson, född 29 mars 2000 i Akureyri på Island, är en isländsk sångare. Han vann Idol 2021.

## Biografi

### Bakgrund
Birkir Blær flyttade till Sverige i november 2020 eftersom fadern och flera av hans släktingar bor där. Han skulle senare åka tillbaka till Island för att hälsa på övrig släkt och blev då kvar där i ett par månader. Det slutade med att han återigen flyttade till Sverige och bosatte sig i Göteborg tillsammans med sin flickvän. 
Hans farfar Óðinn Valdimarsson var en känd sångare på Island, vilken var känd för sången "Er völlur grær (Ég er kominn heim)", som ofta spelas före isländska fotbollslandslagets matcher.

### Idol 2021
Efter sin andra flytt till Sverige sökte Birkir Blær in till Idol, där han på sin audition gick vidare till slutaudition på Cirkus i Stockholm. Han tog sig därifrån vidare till kvalveckan men lyckades inte ta sig vidare till kvalfinalen från sitt kvalheat.
Han skulle dock senare få komma tillbaka in i tävlingen genom att få ett wildcard av juryn. Han lyckades därefter tillsammans med de tolv andra resterande deltagarna bli en av deltagarna i topp 13. 
Den 3 december 2021 stod det klart att Birkir Blær skulle möta Jacqline Mossberg Mounkassa i idol-finalen som hölls i Avicii Arena den 10 december. Väl i finalen stod han som segrare och fick låten "Weightless" som sin vinnarlåt.